# 목순
목순 (穆順)은 삼국지연의에 등장하는 인물이다. 두군데서 나온다. 각각 다른 인물이므로 둘은 동명이인이다. 둘 다 삼국지연의에만 나오는 가공인물이라고 한다.

## 삼국지연의 5회
상당 태수 장양(張楊)의 장수로 나온다.
190년 반동탁연합군이 결성되었을 때 상당 태수 장양(張楊)의 부장으로 참전하였다. 호로관 전투에서 하내 태수 왕광(王匡)이 동탁의 양아들 여포(呂布)에게 궁지에 몰리자 긴 창을 들고 여포와 맞섰으나 단 한번에 죽었다.

## 삼국지연의 66회
214년 조조가 위왕이 되려하자, 헌제(獻帝)의 황후였던 복황후(伏皇后)가 조조 암살 계획을 세우고, 이 계획을 편지를 써서, 아버지 복완(伏完)에게 알린다. 이때 환관들 중에서 제일 믿을만한 목순의 손을 통해서 편지를 보낸다. 복완은 그 답장을 써서 다시 목순의 손을 통해 복황후에게로 전달하려고 했다.
복완은 궁궐로 돌아오는 도중 조조를 만났고, "황후가 아파서 의원을 만나고 오는 길이다"라고 둘러댔지만, 조조는 복완의 몸수색을 하게 했다. 몸수색을 해도 아무것도 발견되지 않았지만, 갑자기 바람이 불어 목순의 모자가 벗겨졌다. 조조는 모자도 조사했지만 아무것도 발견되지 않았다.
하지만 목순이 모자를 거꾸러 쓰는 바람에 조조는 의심이 들었다. 조조는 부하들에게 복완의 머리카락 속까지 검사하라고 했다. 결국에 상투 속에 숨겨둔 편지가 들통나고 만다.